# Kościół św. Urszuli w Lubeni
Kościół świętej Urszuli – rzymskokatolicki kościół parafialny należący do parafii pod tym samym wezwaniem (dekanat Tyczyn diecezji rzeszowskiej).
Decyzja o budowie świątyni została podjęta przez księdza Józefa Urbanka, który objął probostwo w grudniu 1923 roku i skupił wokół siebie liczną grupę parafian. Murowany kościół został wzniesiony w latach 1926-1931. Pierwsze nabożeństwa w nowej świątyni zaczęto odprawiać już w 1928 roku. W kolejnych latach były prowadzone prace przy kościele, ich końcowym etapem było ukończenie budowy wieży w 1931 roku. Po odpowiednim przygotowaniu w 1939 roku świątynia została konsekrowana. 
Jest to budowla murowana, orientowana, halowa. Prezbiterium jest zakończone trójbocznie, oddzielone jest od transeptu fragmentem nawy głównej. Część prezbiterium i wspomniana wyżej część nawy głównej flankowana jest od strony północnej przez kaplicę, natomiast od strony południowej przez zakrystię, nad którą znajduje się skarbiec. Transept jest szeroki, posiada ramiona delikatnie wysunięte poza obrys świątyni. Korpus składa się z trzech naw, i trzech przęseł. Nawa główna jest poprzedzona wieżą z dwoma dobudówkami z lewej i prawej strony. Większość okien jest zakończona ostrołukowo. W zakrystii i klatce schodowej prowadzącej do skarbca okna są zamknięte łukiem odcinkowym, natomiast w przyziemiu dobudówek flankujących wieżę są zamknięte półkoliście. Do wyposażenia świątyni należą elementy z dawnego drewnianego kościoła (m.in. ołtarz w stylu barokowym w kaplicy) oraz wykonane przed i po II wojnie światowej sprzęty wykonane w stylu nawiązującym do neogotyku.